# داروین شاو
داروین شاو (انگلیسی: Darwin Shaw؛ زادهٔ برامپتون، کارلایل) یک هنرپیشه و کارگردان اهل بریتانیا است.
از فیلم‌ها یا برنامه‌های تلویزیونی که وی در آن نقش داشته است می‌توان به کازینو رویال، من نمی‌توانم درست فکر کنم و مارکو پولو اشاره کرد.